# Paul Fontaine (Musiker)
Paul Fontaine (* um 1935; † 11. Januar 2025) war ein US-amerikanischer Jazzmusiker (Trompete) und Hochschullehrer.

## Leben und Wirken
Fontaine wuchs in Lynn, Massachusetts auf; während seiner Zeit auf der Lynn Classical High School befreundete er sich mit Jimmy Mosher; die beiden organisierten Gruppen, die bei lokalen Tänzen und Veranstaltungen auftraten. Er hatte Unterricht bei Herb Pomeroy und studierte an der Berklee School of Music. In dieser Zeit spielte er in der Berklee Band, mit der die LP Jazz in the Classroom, Vol. I entstand. Ab 1959 arbeitete er bei Woody Herman,
Nach seiner Einberufung zur Armee spielte Fontaine von 1960 bis 1962 in der NORAD Command Band. Nach Ableistung seines Militärdienstes kehrte er von 1962 bis 1966 zu Woody Herman zurück. 1963/64 war er Solist in dessen Thundering Herd, mit der auch in der TV-Serie Jazz Casual und in der Ed Sullivan Show zu sehen war. Des Weiteren trat er auch in verschiedenen Nachtclubs auf, darunter Blinstrub’s of Boston, und spielte für viele Stars wie Tony Bennett, The Supremes und Frank Sinatra, außerdem beim Newport Jazz Festival, im Apollo Theater, im Lincoln Center, bei Lennie’s on the Turnpike und in Sandy’s Jazz Club.
In den folgenden Jahren spielte Fontaine außerdem in den Orchestern von Maynard Ferguson, Dick Ruedebusch/Nat Pierce und 1980 bei Herb Pomeroy. Im Bereich des Jazz war er laut Tom Lord zwischen 1957 und 1998 an 34 Aufnahmesessions beteiligt, u. a. in späteren Jahren auch mit der Greg Hopkins/Wayne Naus Big Band und mit der Milan Svoboda Big Band. Im Hauptberuf war er als Hochschullehrer am Berklee College of Music tätig. Er trat noch bis in die frühen 2020er-Jahre als Musiker auf.

## Diskographische Hinweise
- Greg Abate/Mac Chrupcala/Marshall Wood/Donna Byrne/John Anter/Paul Fontaine/Al Bernstein: My Buddy (Seaside, 1994)